# David Saldadze
David Saldadze (n. 15 februarie 1978, Kutaisi, Republica Sovietică Socialistă Gruzină, URSS) este un luptător ce a reprezentat Ucraina, medaliat olimpic. A participat la 3 ediții ale Jocurilor Olimpice (2000, 2004, 2008) în care a câștigat o medalie de argint.